# 로버트 월터 맥엘로이
로버트 월터 맥엘로이(영어: Robert Walter McElroy, 1948년 6월 30일 - )는 미국의 로마 가톨릭교회 추기경이다.
맥엘로이는 1980년 샌프란시스코 대교구 사제로 서품을 받았고, 이후 샌타클래라 대학교와 교황청립 그레고리오 대학교에서 신학 석사 학위를 받았으며, 2015년부터 2025년까지 샌디에이고 교구장을 지냈다.
2022년 교황 프란치스코에 의해 추기경에 서임되었다. 그리고 2025년 1월 6일에 워싱턴 대교구장에 임명되어 같은 해 3월 11일에 착좌했다.

## 같이 보기
- 미국의 로마 가톨릭교회
- 로마 가톨릭교회의 교계제도